# August Heinrich Hoffmann von Fallersleben
August Heinrich Hoffmann von Fallersleben (Fallersleben, hoje bairro de Wolfsburg, 2 de abril de 1798 – Corvey, 19 de janeiro de 1874), que usava Hoffmann von Fallersleben como o seu nome de autoria, foi um poeta alemão. É conhecido por ter escrito o Deutschlandlied, cuja terceira estrofe é o atual hino alemão, assim como várias canções infantis.

## Obras (seleção)
Além de sua poesia política, o poeta criou 550 canções infantis, das quais musicou 80, muitas em colaboração com seu amigo Ernst Richter. Ele também escreveu canções folclóricas e pátria. As músicas mais famosas são:
- A, a, a, der Winter der ist da
- Abend wird es wieder
- Alle Vögel sind schon da (escritos em Althaldensleben)
- Auswanderungslied
- Das Lied der Deutschen, cuja terceira estrofe é o hino nacional da República Federal da Alemanha.
- Der Frühling hat sich eingestellt
- Der Kuckuck und der Esel
- Ein Männlein steht im Walde (Dez. 1843)
- Frühlingsgruß (So sei gegrüßt viel tausendmal)
- Kuckuck, Kuckuck, ruft’s aus dem Wald
- Im Herbst
- Morgen kommt der Weihnachtsmann
- Summ, summ, summ
- Wer hat die schönsten Schäfchen
- Winters Abschied ("Adeus inverno, o divórcio dói")
- Zwischen Frankreich und dem Böhmerwald

### Poema
- Vom Schlaraffenlande

## Publicações
Hoffmann von Fallersleben como autor (primeira edição: editora, local e ano de publicação):
- Allemannische Lieder. 2., verm. Aufl. Grüson & Comp., Breslau 1827.
- Gedichte. Grüson & Pelz, Leipzig 1827 (vielm. 1826).[1]
- Unpolitische Lieder I. Hoffmann und Campe, Hamburg 1841 (Online).
- Unpolitische Lieder II. Hoffmann und Campe, Hamburg 1842 (Online).
- Vorrede zu politischen Gedichten aus der deutschen Vorzeit. G. L. Schuler, Straßburg 1842 (editado e com posfácio de Georg Fein).
- Deutsche Lieder aus der Schweiz. Winterthur und Zürich 1843.
- Siebengestirn gevatterlicher Wiegen-Lieder für Frau Minna von Winterfeld. Forster, Hochheimer u. Comp. zu den 4 Thürmen. Polnisch Neudorf. 20. Rosenmonds 1827.
- Fünfzig Kinderlieder von Hoffmann von Fallersleben nach Original- und bekannten Weisen mit Clavierbegleitung. Von Ernst Richter. Xaver und Wigand, Leipzig 1843.
- Fünfzig neue Kinderlieder von Hoffmann von Fallersleben nach Original- und bekannten Weisen mit Clavierbegleitung. Von Ernst Richter. Friedrich Wassermann, Mannheim 1845.
- Vierzig Kinderlieder von Hoffmann von Fallersleben nach Original- und Volks-Weisen mit Clavierbegleitung. Wilhelm Engelmann, Leipzig 1847.
- Loverkens. Altniederländische Lieder. Von Hoffmann von Fallersleben, Dieterichsche Buchhandlung, Göttingen 1852 (Online).
- Mein Leben: Aufzeichnungen und Erinnerungen. Sechs Bände, Carl Rümpler, Hannover 1868–1870; Online bei zeno.org.
- Kinderlieder, Erste vollständige Ausgabe, besorgt von Dr. Lionel von Donop, Zweite Auflage, G. Grote'sche Verlagsbuchhandlung, Berlim 1878.

Hoffmann von Fallersleben como editor:
- Politische Gedichte aus der deutschen Vorzeit, 1843 (Online).

Coleções:
- Gesammelte Werke, 1893 (póstumo).